# Ammoniuro di sodio
L'ammoniuro di sodio (noto anche come sodio ammide, anche se non è un'ammide) è un sale derivante dalla dissociazione acida dell'ammoniaca.
È un composto chimico di formula NaNH2 che si presenta come un solido bianco se puro, in cristalli tetraedrici; i campioni commerciali sono generalmente grigi per la presenza di piccole quantità di ferro, dovuta ai processi di produzione (queste impurezze non creano generalmente problemi).

## Struttura e reattività
NaNH2 è un composto ionico: non si hanno singole molecole ma un reticolo cristallino ionico nel quale la geometria attorno al sodio è tetraedrica. In ammoniaca NaNH2 forma soluzioni che conducono la corrente con presenza di Na(NH3)6+ e NH2−.
NaNH2 reagisce violentemente con acqua infiammandosi, liberando idrossido di sodio e ammoniaca.

## Usi
L'ammoniuro di sodio è ampiamente usato come base forte in sintesi organica. Esso viene anche utilizzato per deprotonare gli alchini terminali, portando alla formazione dello ione acetiluro:
HC≡CH + NaNH2 → HC≡C− + Na+ + NH3

## Preparazione
L'ammoniuro di sodio può essere preparato per reazione tra sodio e ammoniaca gassosa. Poiché l'ammoniaca presenta una Ka molto bassa, per far sì che si comporti da acido bisogna che si mescoli ad una base molto forte come lo ione idruro. Dalla reazione tra idruro di sodio e ammoniaca si ottiene ammoniuro di sodio e idrogeno ed essendo questo volatile la reazione procede verso i prodotti seguendo il principio di Le Châtelier. In generale comunque si preferisce usare ammoniaca liquida e nitrato ferrico come catalizzatore. La reazione è particolarmente veloce in corrispondenza del punto di ebollizione dell'ammoniaca (−33 °C).
{\displaystyle {\ce {NaH + NH3 -> NaNH2 + H2}}}